# ATP World Tour Finals 2014
La ATP World Tour Finals Londres 2014 es la XLV.ª edición de la ATP World Tour Finals. Se celebrará en Londres (Reino Unido) entre el 10 de noviembre y el 17 de noviembre de 2014. 
El ATP World Tour Finals (también conocido como el Barclays ATP World Tour Finals por razones de patrocinio) es un torneo profesional de tenis, jugado en canchas duras bajo techo, y celebrado cada año en noviembre en el O2 Arena de Londres. Las Finales ATP World Tour son los campeonatos que terminan la temporada de la Asociación de Tenistas Profesionales (ATP), con los ocho mejores jugadores de individuales y equipos de dobles de la ATP Rankings.
A diferencia de la mayoría de los otros eventos en el circuito masculino, el ATP World Tour Finals no es un simple torneo de eliminación directa. Ocho jugadores se dividen en dos grupos de cuatro, y juegan todos contra todos. A partir de ahí, los dos jugadores con los mejores registros en cada grupo avanza a las semifinales, con la reunión de los ganadores en la final para determinar el campeón. Los ganadores se otorgan hasta 1500 puntos para el Ranking.

## Clasificación
Los ocho mejores jugadores (o parejas) con mayor acumulación de puntos en los torneos Grand Slam, ATP World Tour y la Copa Davis, durante el año clasifican para las Finales Barclays ATP World Tour 2014. Los Puntos contables incluyen los puntos ganados en el 2014, además de los puntos obtenidos en la final de Copa Davis 2013 y los torneos Challengers de la temporada 2013 disputados posteriormente a las Finales Barclays ATP World Tour 2013. 
Un jugador que está fuera de competición durante 30 o más días, debido a una lesión verificada, no se penaliza. El ATP World Tour Finals 2014 cuenta como un torneo adicional para el ranking de sus ocho clasificatorios en el final de la temporada, mientras que los puntos de final de Copa Davis cuentan para la carrera del próximo año.

### Individuales
| #  | Jugador         | Puntos | Torneos | Fecha clasificación |
| -- | --------------- | ------ | ------- | ------------------- |
| 1  | Novak Djokovic  | 10.010 | 17      | 7 de julio          |
| 2  | Roger Federer   | 8.700  | 18      | 18 de agosto        |
| -  | Rafael Nadal    | 6.835  | 14      | -                   |
| 3  | Stan Wawrinka   | 4.895  | 18      | 12 de octubre       |
| 4  | Kei Nishikori   | 4.625  | 21      | 31 de octubre       |
| 5  | Andy Murray     | 4.475  | 21      | 30 de octubre       |
| 6  | Tomáš Berdych   | 4.465  | 23      | 31 de octubre       |
| 7  | Milos Raonic    | 4.440  | 20      | 31 de octubre       |
| 8  | Marin Čilić     | 4.150  | 24      | 18 de octubre       |
| 9  | David Ferrer    | 4.045  | 25      | Alternante          |
| 10 | Grigor Dimitrov | 3.645  | 21      | Alternante          |

| Jugadores clasificados |
| Jugadores suplentes    |

### Dobles
| #  | Jugadores                               | Puntos | Torneos | Fecha clasificación |
| -- | --------------------------------------- | ------ | ------- | ------------------- |
| 1  | Bob Bryan Mike Bryan                    | 11.545 | 21      | 14 de julio         |
| 2  | Daniel Nestor Nenad Zimonjic            | 5.820  | 19      | 9 de septiembre     |
| 3  | Alexander Peya Bruno Soares             | 4760   | 25      |                     |
| 4  | Julien Benneteau Édouard Roger-Vasselin | 4740   | 17      |                     |
| 5  | Jean-Julien Rojer Horia Tecau           | 4490   | 28      |                     |
| 6  | Marcel Granollers Marc López            | 4450   | 17      |                     |
| 7  | Ivan Dodig Marcelo Melo                 | 3570   | 19      |                     |
| 8  | Lukasz Kubot Robert Lindstedt           | 3385   | 27      |                     |
| 9  | Bandera de ? · Bandera de ?             |        |         |                     |
| 10 | Bandera de ? · Bandera de ?             |        |         |                     |

| Jugadores clasificados |
| Jugadores suplentes    |

## Carrera al Campeonato

### Individual
Los tenistas con un fondo dorado tienen suficientes puntos para calificar. 
| Posición | Tenistas           | Grand Slam | Grand Slam | Grand Slam | Grand Slam | ATP World Tour Masters 1000 | ATP World Tour Masters 1000 | ATP World Tour Masters 1000 | ATP World Tour Masters 1000 | ATP World Tour Masters 1000 | ATP World Tour Masters 1000 | ATP World Tour Masters 1000 | ATP World Tour Masters 1000 | Otras Mejores Participaciones | Otras Mejores Participaciones | Otras Mejores Participaciones | Otras Mejores Participaciones | Otras Mejores Participaciones | Otras Mejores Participaciones | Total puntos | Torneos |
| -------- | ------------------ | ---------- | ---------- | ---------- | ---------- | --------------------------- | --------------------------- | --------------------------- | --------------------------- | --------------------------- | --------------------------- | --------------------------- | --------------------------- | ----------------------------- | ----------------------------- | ----------------------------- | ----------------------------- | ----------------------------- | ----------------------------- | ------------ | ------- |
| Posición | Tenistas           | AUS        | ROL        | WIM        | USO        | IW                          | MI                          | MA                          | RO                          | CA                          | CI                          | SH                          | PA                          | 1                             | 2                             | 3                             | 4                             | 5                             | 6                             | Total puntos | Torneos |
| 1        | Novak Djokovic     | CF 360     | F 1200     | G 2000     | SF 720     | G 1000                      | G 1000                      | A 0                         | G 1000                      | R16 90                      | R16 90                      | SF 360                      | G 1000                      | G 500                         | SF 360                        | SF 180                        | CD 150                        |                               |                               | 10.010       | 14      |
| 2        | Roger Federer      | SF 720     | R16 180    | F 1200     | SF 720     | F 600                       | CF 180                      | A 0                         | R32 10                      | F 600                       | G 1000                      | G 1000                      | CF 180                      | F 600                         | G 500                         | G 500                         | G 250                         | CD 310                        | F 150                         | 8.700        | 16      |
| 3        | Rafael Nadal       | F 1200     | G 2000     | R16 180    | A 0        | R32 45                      | F 600                       | G 1000                      | F 600                       | A 0                         | A 0                         | R32 10                      | A 0                         | G 500                         | G 250                         | CF 180                        | CF 90                         | CF 90                         | CF 90                         | 6.835        | 14      |
| 4        | Stanislas Wawrinka | G 2000     | R128 10    | CF 360     | CF 360     | R16 90                      | R16 90                      | R32 10                      | R16 90                      | R16 90                      | R16 90                      | R32 10                      | R16 90                      | G 1000                        | G 250                         | CD 175                        | SF 90                         | R32 0                         | R32 0                         | 4.895        | 17      |
| 5        | Kei Nishikori      | R16 180    | R128 10    | R16 180    | F 1200     | R32 45                      | SF 360                      | F 600                       | A 0                         | A 0                         | A 0                         | R32 10                      | SF 360                      | G 500                         | G 500                         | G 250                         | G 250                         | CF 90                         | SF 90                         | 4.625        | 17      |
| 6        | Andy Murray        | CF 360     | SF 720     | CF 360     | CF 360     | R16 90                      | CF 180                      | R16 90                      | CF 180                      | CF 180                      | R32 45                      | R16 90                      | CF 180                      | G 500                         | G 250                         | G 250                         | SF 180                        | SF 180                        | CD 145                        | 4.475        | 20      |
| 7        | Tomáš Berdych      | SF 720     | CF 360     | R32 90     | CF 360     | R64 10                      | SF 360                      | CF 180                      | R32 10                      | R16 90                      | R32 45                      | CF 180                      | SF 360                      | G 500                         | F 300                         | F 300                         | G 250                         | CD 155                        | F 150                         | 4.465        | 22      |
| 8        | Milos Raonic       | R32 90     | CF 360     | SF 720     | R16 180    | CF 180                      | CF 180                      | R16 90                      | SF 360                      | CF 180                      | R32 45                      | R32 10                      | F 600                       | G 500                         | F 300                         | CF 180                        | CF 90                         | CF 45                         | CD 15                         | 4.440        | 19      |
| 9        | Marin Čilić        | R64 45     | R32 90     | CF 180     | G 2000     | R16 90                      | R64 10                      | R16 90                      | R32 45                      | R16 90                      | R16 90                      | R64 10                      | A 0                         | F 300                         | G 250                         | G 250                         | G 250                         | CF 90                         | CF 90                         | 4.150        | 17      |
| 10       | David Ferrer       | CF 360     | CF 360     | R64 45     | R32 90     | A 0                         | R16 90                      | SF 360                      | R32 10                      | CF 180                      | R32 45                      | CF 180                      | CF 180                      | SF 360                        | F 300                         | G 250                         | SF 180                        | SF 180                        | F 150                         | 4.045        | 23      |
| 11       | Grigor Dimitrov    | CF 360     | R128 10    | SF 720     | R16 180    | R32 45                      | R32 45                      | R16 90                      | SF 360                      | SF 360                      | R32 10                      | R32 45                      | R16 90                      | G 500                         | G 250                         | G 250                         | F 150                         | R16 90                        | CF 90                         | 3.645        | 21      |

## Finales

### Individuales
| Fecha    | Partido        | Partido | Partido       | Resultado |
| -------- | -------------- | ------- | ------------- | --------- |
| 16.11.14 | Novak Djokovic | 2-0     | Roger Federer | w/o       |

### Dobles
| Fecha    | Partido              | Partido | Partido                 | Resultado           |
| -------- | -------------------- | ------- | ----------------------- | ------------------- |
| 16.11.14 | Bob Bryan Mike Bryan | 2-1     | Ivan Dodig Marcelo Melo | 6-7(5), 6-2, [10-7] |